# Stefania Passaro
Stefania Passaro (Rapallo, 11 dicembre 1963) è un'ex cestista italiana.

## Carriera
Nel ruolo di centro ha giocato fra il 1978 e il 1995 in Serie A (Comense e Vicenza), militando anche in Nazionale italiana. Ha smesso di giocare nel 1995 a seguito di un infortunio di gioco.
Inizia a giocare a pallacanestro nel 1975, all'età di 12 anni, nella squadra del Basket Rapallo (serie B). A 15 anni, nel 1979, esordisce da titolare in Serie A (Don Bosco Perugia) e nella Nazionale femminile Under 16, con la quale, nell'estate del 1980, vincerà la medaglia d'argento ai Campionati Europei di categoria in Ungheria.
A 16 anni, debutta con la Nazionale senior allenata da Bruno Arrigoni ai Campionati Europei 1980. Da allora giocherà ininterrottamente in Nazionale e nel campionato di serie A fino al 1995.
Nel suo palmarès 10 scudetti, 6 Coppe dei Campioni, 5 Coppe Italia, 178 partite con la maglia azzurra, la partecipazione a 6 Campionati Europei (1980, 1983, 1985, 1987, 1989 e 1993), un Campionato Mondiale (1990), 3 Tornei di qualificazione ai Giochi Olimpici e una partecipazione ai Giochi olimpici (XXV Olimpiade, Barcellona, 1992).

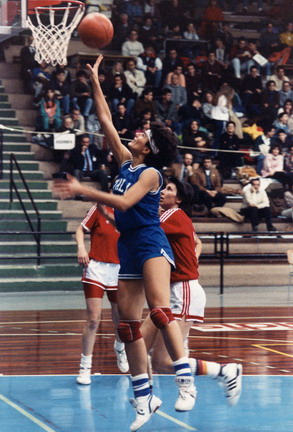

Alta 193 centimetri, per anni è stata la migliore giocatrice del campionato italiano nel suo ruolo. Dotata di agilità e di una buona “mano” anche da dietro la linea dei tre punti, era molto precisa ai tiri liberi.

### Cronologia
- 1983: Scudetto e Coppa dei Campioni con lo Zolu Vicenza
- 1984: Scudetto, Coppa Italia e titolo di vicecampione d'Europa dietro il Levski-Spartak Sofia (Bulgaria) con lo Zolu Vicenza
- 1985: Scudetto e Coppa dei Campioni con la Fiorella Vicenza
- 1986: Scudetto e Coppa dei Campioni con la Primigi Vicenza
- 1987: Scudetto e Coppa dei Campioni con la Primigi Vicenza
- 1990: Capitana della Nazionale ai Campionati Mondiali in Malaysia
- 1991: Scudetto e finalista nella Coppa Ronchetti (l'attuale Eurocoppa, ovvero EuroCup Women) con il Pool Comense 1872
- 1992: Scudetto e semifinalista nella Coppa dei Campioni con il Pool Comense 1872
- 1993: Scudetto, Coppa Italia e titolo di vicecampione d'Europa dietro il CB Dorna-Godella Valencia (Spagna) con il Pool Comense 1872
- 1994: Scudetto, Coppa Italia e Coppa dei Campioni con il Pool Comense 1872
- 1995: Scudetto, Coppa Italia e Coppa dei Campioni con il Pool Comense 1872

## Curiosità
Nel 1992, presso il Teatro Parioli di Roma, è stata ospite del Talk show di Canale 5 il Maurizio Costanzo Show in due occasioni.
Nel gennaio 2006, a Reykjavík in Islanda, ha partecipato alla conferenza finale del Progetto di Ricerca finanziato dalla Comunità Economica Europea "Sport, Media and Stereotypes" (SMS)  in veste di testimonial.
Fa parte della World Olympians Association (WOA), l'Associazione internazionale che riunisce gli olimpionici di tutto il mondo allo scopo di promuovere e rafforzare gli ideali del Movimento Olimpico. Con la Associazione Nazionale Atleti Olimpici e Azzurri d'Italia (ANAOAI), svolge attività di promozione dello sport, con particolare attenzione allo sport disabili e dello sport femminile.
Dal 1997 svolge la professione di consulente finanziario. Dal 1996 è iscritta all'albo dei giornalisti pubblicisti e collabora con quotidiani e riviste su argomenti di carattere sportivo e culturale.